# La Chapelle-Craonnaise
La Chapelle-Craonnaise è un comune francese di 322 abitanti situato nel dipartimento della Mayenne nella regione dei Paesi della Loira.

## Società

### Evoluzione demografica
Abitanti censiti